# Trentepohliales

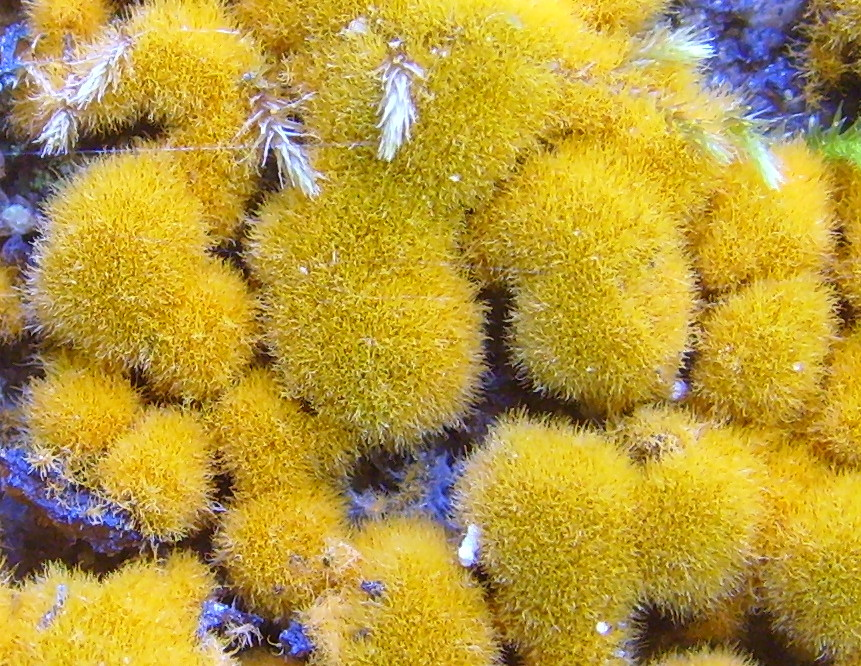
Trentepohlia aurea sobre uma rocha (na Collégiale de Pont-Croix, Finistère, Bretagne).

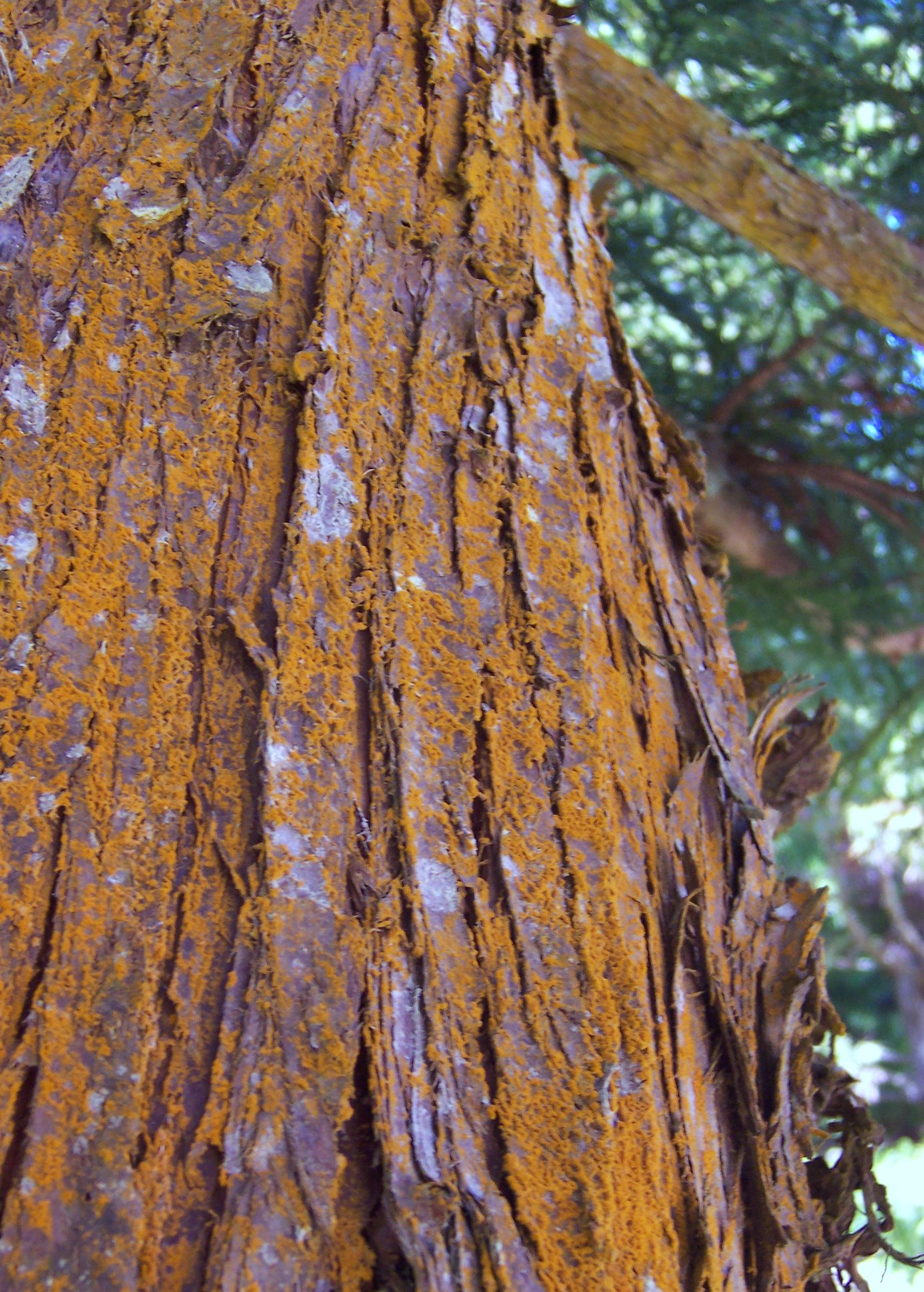
Trentepohlia sp. instalado sobre a casca (ritidoma) de uma criptoméria (Cryptomeria japonica).

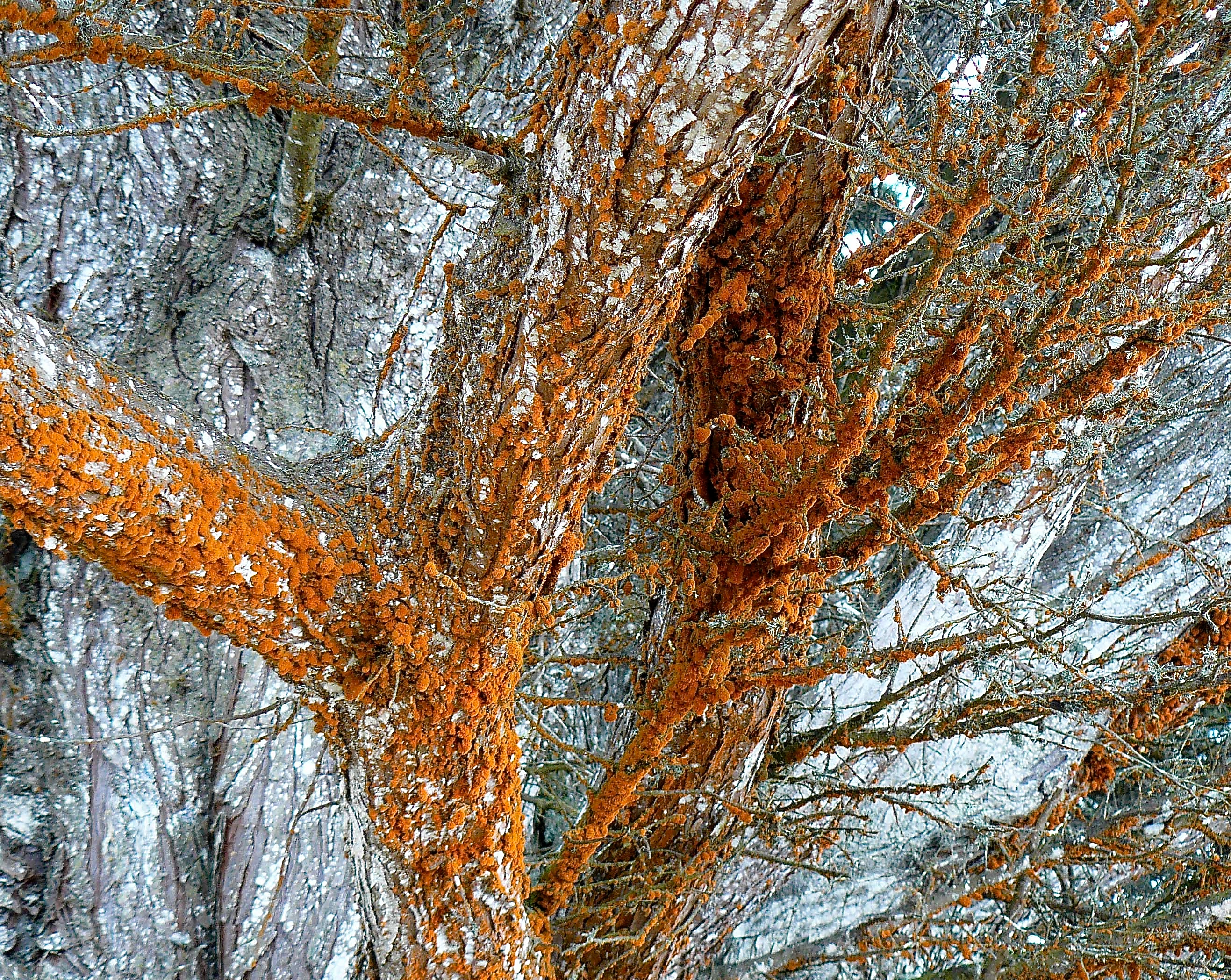
Trentepohlia aurea sobre um exemplar de Cupressus macrocarpa (cipreste-de-monterrey) no parque californiano de Morro Bay State Park.

Trentepohliales é uma ordem monotípica de algas verdes da classe Ulvophyceae (a ordem foi anteriormente tratado como a  classe Trentepohliophyceae), tendo como única família as Trentepohliaceae. Apesar de integrada nas Ulvophyceae, um grupo predominantemente de algas marinhas, a ordem Trentepohliales agrupa géneros de vida subaérea, ou seja que vivem permanentemente fora de água, sendo a maior parte das espécies a viver sobre troncos de árvore ou sobre rochas (epífitas e litófitas), constituindo um dos maiores e mais diversificados grupos de algas sub-aéreas, muitas das quais associadas a fungos na formação de líquenes (o género subaéreo Spongiochrysis, apesar de ser uma Ulvophyceae, não pertence às Trentepohliales).

## Descrição
Os membros da ordem Trentepohliales são algas adaptadas à vida subaérea, isto é à vida fora de água, crescendo sobre substratos duros. Formam placas ou tufos fibrosos constituídos por grandes células mononucleares, em geral formando filamentos celulares unisseriados, com diferentes padrões de ramificação. Preferem substratos duros como pedras, cascas de árvore, folhas e frutos e raramente ocorrem sobre o solo nu ou sobre materiais não consolidados. Dependendo da espécie, formam tufos abertos e salientes sobre o substrato, semelhantes a pompons, ou crescem em linhas rastejantes aderentes ao substrato, por vezes formando placas compactas de fios entrelaçados e unidos em forma de pseudoparênquima. Algumas espécies podem crescer no interior do tecido de plantas (endófitas) ou de animais (epizoicas), tais como na pele dos preguiças do género Bradypus.
Um número considerável de espécies fornecem o parceiro algal (fotobionte) dos fungos liquenizados na formação da simbiose entre algas e fungos que produz os líquenes. Supõe-se que cerca de 20 a 30 por cento de todas as espécies de líquenes têm como fotobionte algas da ordem Trentepohliales, especialmente nos trópicos.
O citoplasma é rico em hematocromo, uma variedade de carotenóide secundário, e em beta-caroteno, o que explica a coloração avermelhada, por vezes mesmo vermelha brilhante, destas algas. A riqueza relativa em carotenóides e astaxantina faz variar a coloração das espécies, que vai de amarela a laranja e a vermelho, embora também ocorram espécies com coloração verde ou esverdeada.
Uma característica da ordem Trentepohliales é a presença de zoosporângios inseridos lateralmente nas chamadas células sufultórias, células de suporte em forma de garrafa e desprovidas de plastídeos. Raramente produzem corpo basal com flagelos, mas quando o produzem apresentam na sua base dois trios ou dois pares de microtúbulos.
Os plastídeos são inseridos lateralmente (parietais), numa disposição do tipo reticular ou em numerosos grupos em forma de disco em cada célula. Nunca estão presentes pirenoides.
Surpreendentemente, na divisão celular ocorre a formação de uma estrutura de suporte, o chamado fragmoplasto. Esta forma de divisão celular é típica de outro grande grupo de algas verdes, as Streptophyta, do qual se acredita terem derivado os Embryophyta, as plantas terrestres. Em consequência desta característica, a pertença das Trentepohliales às Ulvophyceae foi considerada  controversa durante um longo tempo e apenas foi consensualizada devido aos resultados obtidos com recurso às técnicas da filogenómica.
Os géneros mais conhecidas são Trentepohlia, Cephaleuros e Phycopeltis.

## Ciclo de vida
Entre as algas deste grupo ocorre reprodução sexual e assexual. O ciclo de vida é isomórfico nos géneros Trentepohlia, Phycopeltis e Printzina, alternando entre um esporófito diploide e um gametófito haploide, sem variação morfológica em função do sexo (isomorfia). Nos géneros Cephaleuros e Stomatochroon o ciclo de vida é heteromórfico, com gametófitos e esporófitos morfologicamente diferentes.
Os gâmetas são dotados de dois flagelos, sendo morfologicamente iguais uns aos outros (isogamia), de modo que não é possível distinguir o género masculino do género feminino por análise morfológica. Os gametângios são geralmente morfologicamente distintos das células vegetativas, pois são arredondados, ovais ou em forma de garrafa.
Além da reprodução sexual, a reprodução assexuada do gametófito ocorre por via de zoósporos quadriflagelados (com quatro flagelos). Para alguns géneros tem sido relatado que a libertação de células ciliadas pode substituir os gâmetas ou zoósporos, agindo como forma alternativa de reprodução.

## Sistemática
A circunscrição convencional dos géneros dentro do grupo não conduz, de acordo com os resultados de estudos de biologia molecular, à formação de unidades monofiléticas, ou seja a presente circunscrição dos géneros não obedece aos requisitos da cladística. Como os ficobiontes dentro dos líquenes geralmente não possuem órgãos reprodutivos reconhecíveis, a sua filogenia apenas pode ser elucidada molecularmente com o sequenciamento do seu DNA. Os cinco géneros que se seguem, ainda reconhecidos pela moderna taxonomia, integram a família Trentepohliaceae:
- Trentepohlia C.Martius — espécies filamentosas, com filamentos de prostrados, raramente erectos e verticais, formando agregados semelhantes a tufos, raramente com talos compactos, por vezes crostosos; ocorre sobre rochas, cascas de árvores, folhas ou no solo; frequentemente de cor vermelho vivo ou laranja; com distribuição cosmopolita, mais frequente nas regiões tropicais, mas ocorrendo em latitudes médias em climas temperados.
- Cephaleuros Kunze ex E.M.Fries — parasita plantas, onde crescem intracelularmente, abaixo da cutícula; produz necrose das folhas e é em alguns casos uma praga economicamente significativa.
- Phycopeltis Millardet — talos pseudoparenquimatosos em forma de disco ou reticulares, geralmente sobre folhas (epífilos).
- Printzina R.H.Thompson & Wujek — semelhante a Trentepohlia, do qual se distingue principalmente pela forma dos zoosporângios.
- Stomatochroon B.T.Palm — raramente encontrado; espécies endofíticas, com estrutura filamentosa crescendo dentro do tecido foliar; relação com o hospedeiro semelhante a Cephaleuros, mas sem causar necrose ou outros sintomas.

O género Physolinum Printz é taxonomicamente controversa, estando incluída nas publicações mais recentes principalmente no géneros Trentepohlia. O estatuto de alguns outros géneros nominais também não é claro.

### O géneroTrentepohlia
O género Trentepohlia, o género tipo da família e ordem, inclui algumas das espécies que estiveram entre as primeiras algas cientificamente descritas. Carl von Linné descreveu em 1753 a espécie Byssus iolithus (hoje Trentepohlia iolithus) e em 1759 a espécie Byssus aureus (hoje Trentepohlia aureus). O género lineano Byssus já não é reconhecido na actualidade, e Byssus botryoides (hoje Omphalina ericetorum) é o micobionte (parceiro fúngico) de um líquen e Byssus velutina (hoje Pogonatum abides) é uma espécie de musgo. O nome genérico toma como epónimo o botânico alemão Johann Friedrich Trentepohl.
As algas filamentosas pertencentes a este género vivem sobre troncos de árvores ou rochas húmidas. Podem também ocorrer como endossimbiontes em líquenes. As estruturas vegetativas de Trentepohlia são alaranjados devido à presença de carotenóides que mascaram o verde da clorofila.
Espécies de Trentepohlia são frequentemente encontradas locais similares como endossimbiontes de líquenes, especialmente do líquen Graphis scripta e outros líquenes encrustantes dos géneros Graphis (família Graphidaceae da ordem Ostropales), Gyalecta (família Gyalectaceae) e Opegrapha (família Roccellaceae).
Devido à sua sensibilidade à temperatura do ar, as algas do género Trentepohlia aparecem como fotobiontes de fungos liquenizados principalmente em climas tropicais e subtropicais. No entanto, algumas espécies aparecem nas zonas temperadas de todos os continentes.
A espécie Trentepohlia aurea ocorre em todo o mundo, sendo muito frequente sobre troncos e ramos de árvores (nomeadamente carvalhos e ciprestes), sendo provavelmente a espécie mais comum de Trentepohlia. A cor alaranjada desta espécie decorre dos carotenóides armazenados nas células.
Dentro do género Tretenpohlia estão descritas mais de 50 espécies, dasquais pelo menos quatro ocorrem na Europa.